# Dagnum
Dagnum (latin név; albán Danjë / Danja) mára elpusztult, csak romjaiban látható középkori vár és település, egyúttal régészeti helyszín a mai Albánia északnyugati részén, Shkodra városától légvonalban 11 kilométerre délkeletre, a Drin folyón duzzasztott Vau i Dejës-i-tó délnyugati partján. A feltehetően a 10 században alapított püspöki székhely a 15. században a Zetai Fejedelemség, az Oszmán Birodalom, a Velencei Köztársaság és a Kasztrióta György albán fejedelem által irányított Lezhai Liga közötti hadakozások következtében gyakran változtatott gazdát. A török hódoltság 16. századi állandósulásával a város elnéptelenedett. Romjai a mai Vau i Dejës határában láthatóak.

## Neve
A középkori település latin neve Dagnum, olasz neve Dagno volt. A vár rekonstruált albán elnevezése Danjë/Danja, ritkábban Dainë/Daina. Napjainkban gyakran hivatkoznak rá Vau i Dejës-i vár (Kalaja e Vaut të Dejës) vagy danjai vár (Kalaja e Danjës) néven.

## Története
A későbbi Dagnum helyén már a bizánci időkben, a 10. századtól állt egy erődítés, egyúttal püspöki székhely, amely a Drin völgyében húzódó utat ellenőrizte, jelentős történelmi szerepet azonban csak a 15. században játszott. A század elején a Zetai Fejedelemség fennhatósága alatt álló vár III. Balša zetai fejedelem 1421-ben bekövetkezett halálával az addig Zeta vazallusaként élő albán Zaharia nemesi család feje, egyúttal III. Balša apósa, Koja Zaharia birtoka lett. 1430-ban a terjeszkedő Oszmán Birodalom foglalta el a várat, de az évtized közepén Koja fiát, Lekë Zahariát tette meg várkapitánynak. Zaharia csatlakozott a Kasztrióta György albán fejedelem – vagy ismertebb nevén Szkander bég – által 1444-ben megszervezett, a török fennhatóság ellen küzdő Lezhai Ligához. Miután az ezt követő évek valamelyikében életét vesztette, előbb rövid ideig Lekë Dukagjini kezére került a vár, majd 1447-ben a Velencei Köztársaság scutari helytartója terjesztette ki fennhatóságát Dagnumra. A török ellen háborúzó Szkander bég válaszlépésként a velenceiek ellen is frontot nyitott. Miután az albánok tüzérség nélkül jelentek meg Dagnum alatt, seregük hónapokon át sikertelenül ostromolta a várat, csupán a közeli velencei birtokok feldúlásával és egy 1448. júniusi győztes csatával vigasztalhatták magukat. Végül a török által is szorongatott Szkander bég 1448. október 4-én békekötésre kényszerült, amelynek értelmében Dagnum és a közeli Drivastum 1400 dukátos hadisarc megfizetése ellenében velencei kézen maradt. Nem sokkal később a vár az időközben török zsoldba szegődő Dukagjinik, nevezetesen Nikollë Dukagjini birtoka lett, amelyet Szkander bég megbízásából a velencei Andrea Venier ostromolt meg és 1457 augusztusában sikeresen vissza is foglalt.
Hadászati jelentősége mellett a stratégiai ponton fekvő város a 15–16. században kereskedelmi szempontból is virágzott, de a 16. századra állandósuló oszmán fennhatóság alatt elnéptelenedett. Egykori jelentőségének emlékét a római katolikus egyházszervezetben a Dagno címzetes püspöke cím őrzi.

## Leírása
Az egykori Dagnum a mai Vau i Dejës határában, a Drin folyó két ága által közrefogott szigeten, a Deja településrész fölötti magaslaton, a Dejai-hegyen (Maja e Dejës, 204 m) terül el. 1984 és 1987 között Gjergj Saraçi végzett régészeti ásatást az egykori erődített város területén. Ennek során feltárták a mintegy 80 hektáros területet közrefogó, 3800 méter hosszú, illetve a belső vár 330 méteres, négy kapuval is rendelkező falát. A külső védmű keleti oldalát patkó alaprajzú tornyok tagolták, a belső vár védelmét három négyszögletes alaprajzú toronnyal biztosították. Régészeti és művelődéstörténeti szempontból az ásatások legérdekesebb eredménye a Zaharia család nemesi rezidenciájának feltárása volt, amely adalékokkal szolgált a középkori feudális albán főurak életkörülményeinek megismeréséhez. A hegytető közelében álló, 15. századra keltezett, 2000 m²-es lakóépület három részre tagolódott. A nyitott udvart körbevevő középső traktus szolgált a család lakhelyéül, emellett azonosították a fogadótermet, a konyhát, az éléstárat, a kovácsműhelyt és az őrség körletét is. A városban egy másik nemesi lakóházat is feltártak a régészek. A város területén további műemléki védelmet élvező épület a középkori, mára romokban álló Szent Márk-templom (Kisha e Shën Markut).